# Município de Washington (condado de Guernsey, Ohio)
O município de Washington (em inglês: Washington Township) é um município localizado no condado de Guernsey no estado estadounidense de Ohio. No ano de 2010 tinha uma população de 456 habitantes e uma densidade populacional de 7,13 pessoas por km².

## Geografia
O município de Washington encontra-se localizado nas coordenadas 40° 10′ 42″ N, 81° 23′ 13″ O. Segundo a Departamento do Censo dos Estados Unidos, o município tem uma superfície total de 63.95 km², da qual 63,87 km² correspondem a terra firme e (0,12 %) 0,08 km² é água.

## Demografia
Segundo o censo de 2010, tinha 456 pessoas residindo no município de Washington. A densidade populacional era de 7,13 hab./km². Dos 456 habitantes, o município de Washington estava composto pelo 98,25 % brancos, o 0,66 % eram afroamericanos, o 0,22 % eram amerindios e o 0,88 % eram de uma mistura de raças. Do total da população o 3,07 % eram hispanos ou latinos de qualquer raça.